# Rosa (namn)

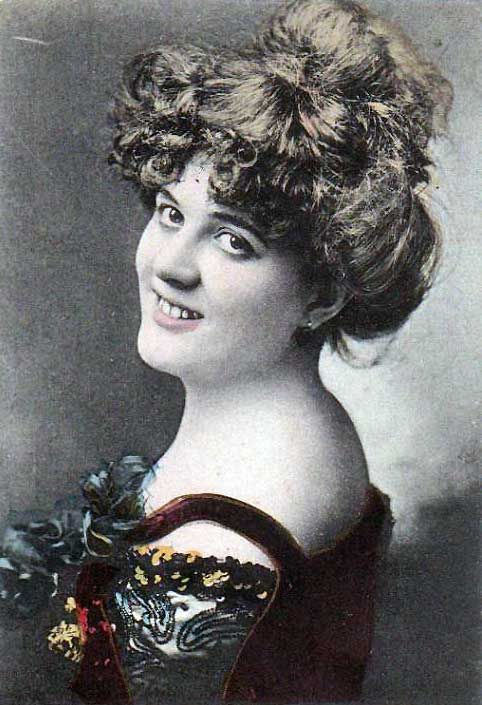
Rosa Grünberg, 1904.

Rosa, kvinnonamn av latinskt ursprung med betydelsen ros. Namnet har använts som dopnamn i Sverige sedan slutet av 1700-talet.
Rosa är mycket ovanligt som tilltalsnamn bland dagens barn. I äldre generationer är namnet vanligare men det har aldrig tillhört de vanligaste. Den 31 december 2009 fanns det totalt 4.351 personer i Sverige med namnet Rosa, varav 2.096 med det som tilltalsnamn. År 2003 fick 31 flickor namnet, varav 3 fick det som tilltalsnamn.
Rosa är ett klassiskt namn på kor.
Namnsdag: I Sverige 2 juli. I den finlandssvenska namnsdagslängden har Rosa namnsdag 4 maj sedan starten 1929, då en egen namnsdagskalender togs i bruk för finlandssvenskar.

## Personer med namnet Rosa
- Rosa av Viterbo, italienskt helgon
- Rosa av Lima, peruanskt helgon
- Rosa Benozzi Balletti, italiensk skådespelare.
- Rosa Bonheur, fransk konstnär
- Rosa Carlén, författare
- Rosa Grünberg, skådespelerska och sångerska
- Rosa Liksom, pseudonym för Anni Ylävaara, finländsk författare
- Rosa Luxemburg, polsk-tysk socialist
- Rosa López, spansk sångerska och dansös
- Rosa Mota, portugisisk maratonlöpare
- Rosa Parks, amerikansk medborgarrättskämpe
- Rosa Scarlatti, italiensk operasångerska
- Rosa Taikon, silversmed
- Rosa Vercellana, italiensk morganatisk kungagemål

Under formen Rose
- Rose Bertin, fransk modeskapare
- Rose Fitzgerald Kennedy
- Rose McGowan, amerikansk skådespelerska